# 클로봇
클로봇은 2017년에 설립된 대한민국 로봇기업이다. 클로봇은 클라우드 로봇 서비스 전문 업체다. 한국문화정보원의 큐레이팅 봇 사업, 롯데월드타워 및 롯데백화점 안내 로봇 서비스 개발 등 국내 대표 서비스 로봇 도입 프로젝트 70여건을 수행했다. 로봇 관련 소프트웨어 개발 역량을 바탕으로 로봇 하드웨어에서 전문 서비스까지 통합 공급이 가능하며, 클라우드 기반 멀티 로봇 관리 시스템 ‘크롬스(CROMS)’와 범용 자율주행 솔루션 ‘카멜레온’을 내놓고 있다.
크롬스는 기존의 지능형 로봇 관리 시스템과 달리 로봇운영체제(ROS) 및 제조사에 의존성을 가지지 않고, 브랜드와 서비스 영역에 제한 없이 다수의 이동(Mobility) 로봇을 일괄적으로 통합 제어, 관리 및 모니터링할 수 있는 클라우드 기반 로봇 관리 플랫폼이다.
또한 실내 자율주행 솔루션 '카멜레온(Clobot Autonomous Navigation Solution)'은 물류, 보안, 라스트마일 딜리버리 로봇 등의 서비스를 제공하고자 하는 업체에서 자율주행 기술이 없어도 손쉽게 주행이 가능한 로봇으로 탈바꿈할 수 있는 자율주행 솔루션이다. 물류, 보안, 방역 등의 기존 회사의 비즈니스 자산(Business Asset)과 클로봇의 자율주행 기술은 손쉽게 융합할 수 있고 자율이동로봇(AMR) 제조 및 장비 기업 중 해외 솔루션을 사용하는 업체가 국산 솔루션으로 변경하고자 할 경우 카멜레온은 모든 것을 지원한다.
클로봇은 ‘크롬스’와 '카멜레온'을 실내 자율주행 로봇 통합 솔루션으로 패키지화하여 다수의 이기종 로봇(방범로봇, 배송로봇, 바닥청소로봇 등)을 활용하고 있는 대형 건물이나 물류센터 등에 공급하고 있다.
클로봇은 의료진의 업무 피로도를 가중시키는 반복적 비의료업무를 보조할 수 있는 의료보조 로봇도 선보였다. 1대의 서비스 로봇이 물품운반, 회진 지원, 간호사 보조(환자 안내, 교육) 등의 구체적인 의료 보조서비스를 운영자의 개입 없이 수행할 수 있다. 이 로봇은 2021년도 과학기술정보통신부와 한국지능정보사회진흥원이 추진하는 ‘디지털 공공서비스 혁신프로젝트’에 선정된 기술분야 과제인 ‘의료진 업무경감을 위한 다기능성 자율주행 로봇 통합 컨시어지 구축사업’을 통해 국립암센터에 총 10대 납품된다. 클로봇은 의료 컨시어지 서비스와 연계해 다수의 로봇을 도입 운영한 국립암센터 사례를 적극 활용해 국내 의료분야 고객 확보를 위해 적극적으로 나설 계획이다.

## 수상
2021년 로봇신문에 의해 '올해의 대한민국 로봇기업(Korea Robot Company of the Year 2021)'에 선정되었다.

## 투자
신한벤처투자, 미래에셋증권, 인터베스트, 제로원 등이 투자자로 참가하였다

## 같이 보기
- 신한벤처투자
- 미래에셋증권
- 인터베스트
- 제로원

## 참고문헌
1. ↑  “로봇신문 '2021 올해의 대한민국 로봇기업' 선정”. 2021년 12월 4일에 원본 문서에서 보존된 문서. 2021년 12월 4일에 확인함.
2. ↑  송윤섭, 클로봇, 110억 프리IPO 투자 유치…신한벤처·미래에셋·인터베스트·현대차 제로원 참여, 전자신문, 2023-12-19